# Atletismo nos Jogos Olímpicos de Verão de 2016 - 1500 m masculino

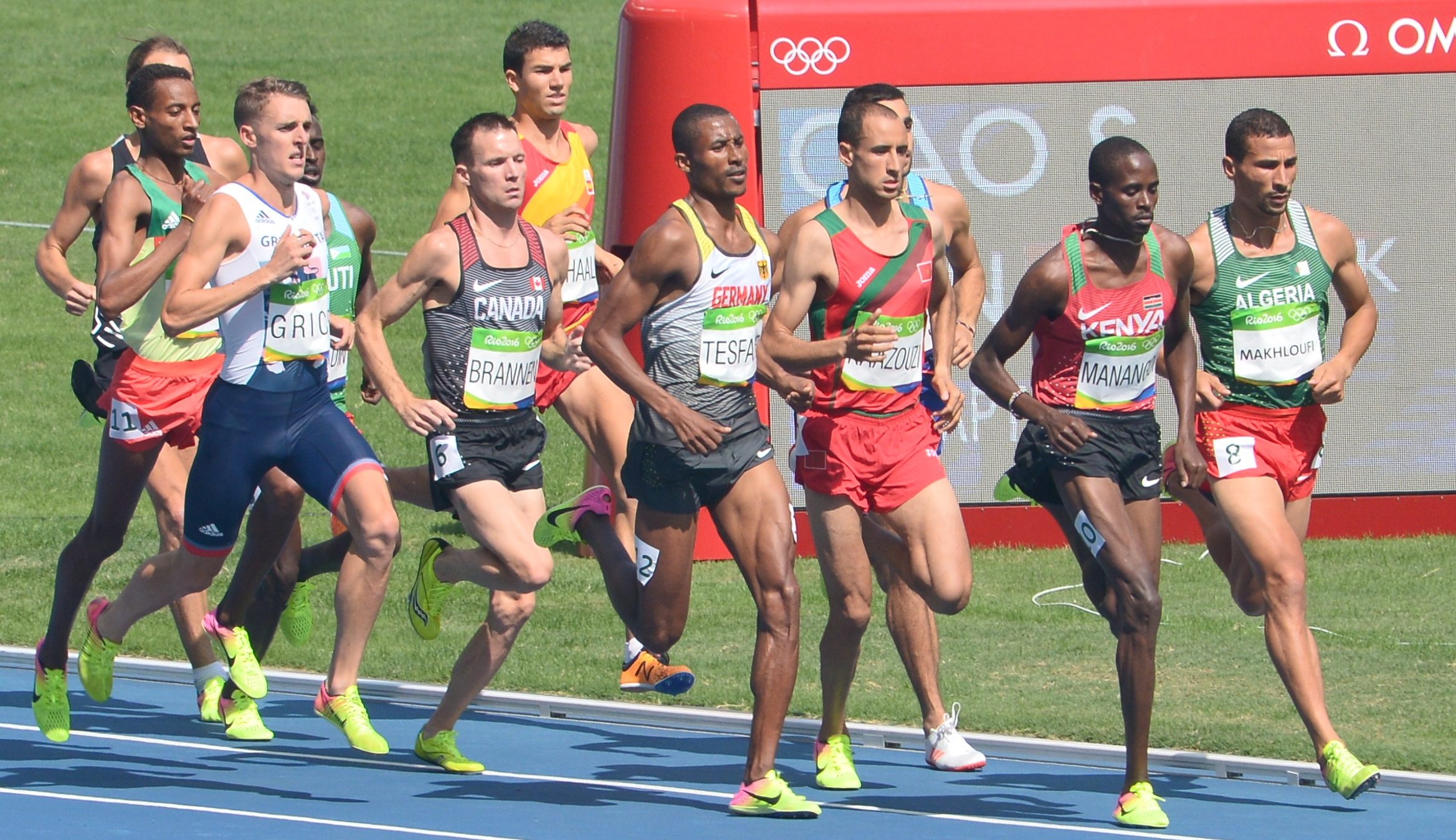
Atletas durante a primeira semifinal.

A competição dos 1500 metros rasos masculino do atletismo nos Jogos Olímpicos de Verão de 2016 aconteceu entre os dias 16 e 20 de agosto no Estádio Olímpico. 

## Calendário
Horário local (UTC-3).
| Data                         | Horário | Fase          |
| ---------------------------- | ------- | ------------- |
| Terça ,16 de agosto de 2016  | 10:30   | Eliminatórias |
| Quinta, 18 de agosto de 2016 | 20:45   | Semifinais    |
| Sábado, 20 de agosto de 2016 | 21:00   | Final         |

## Medalhistas
| Ouro   | USA Matthew Centrowitz |
| Prata  | ALG Taoufik Makhloufi  |
| Bronze | NZL Nick Willis        |

## Recordes
Antes desta competição, os recordes mundiais e olímpicos da prova eram os seguintes:
| Tipo | Atleta             | Tempo   | Local  | Data                   |
| ---- | ------------------ | ------- | ------ | ---------------------- |
|      | Hicham El Guerrouj | 3:26.00 | Roma   | 14 de julho de 1998    |
|      | Noah Ngeny         | 3:32.07 | Sydney | 29 de setembro de 2000 |

## Resultados

### Eliminatórias
Qualificação: Os primeiros 6 em cada bateria (Q) e os 8 mais rápidos (q) avançam para as semifinais.

#### Bateria 1

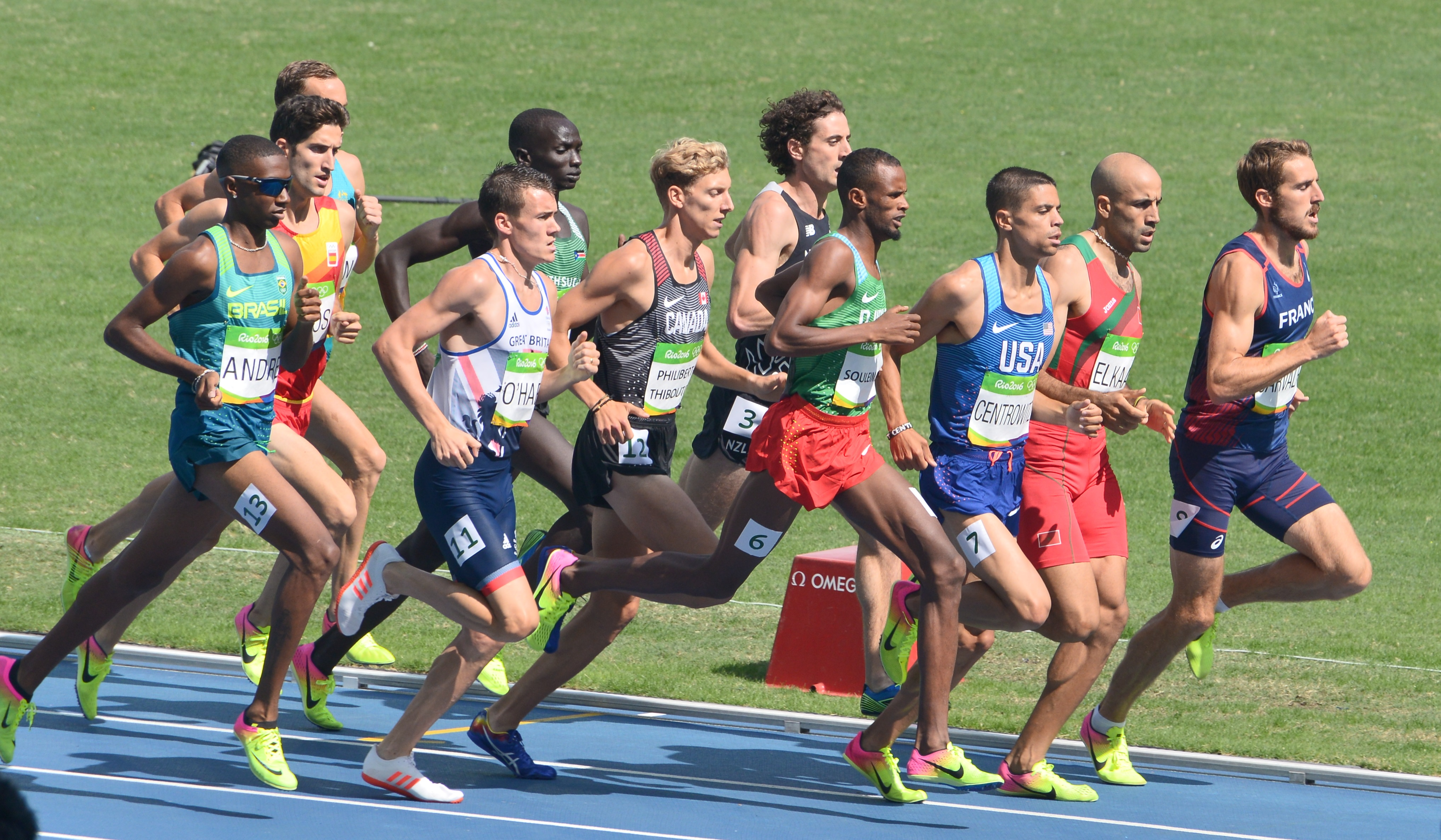
Atletas durante a bateria 1.

| Pos. | Atleta                      | CON                        | Tempo   | Notas |
| ---- | --------------------------- | -------------------------- | ------- | ----- |
| 1    | Asbel Kiprop                | KEN Quênia                 | 3:38.97 | Q     |
| 2    | Ryan Gregson                | AUS Austrália              | 3:39.13 | Q     |
| 3    | Ayanleh Souleiman           | DJI Djibuti                | 3:39.25 | Q     |
| 4    | Chris O'Hare                | GBR Grã-Bretanha           | 3:39.26 | Q     |
| 5    | Matthew Centrowitz          | USA Estados Unidos         | 3:39.31 | Q     |
| 6    | Fouad Elkaam                | MAR Marrocos               | 3:39.51 | Q     |
| 7    | David Bustos                | ESP Espanha                | 3:39.73 | q     |
| 8    | Charles Philibert-Thiboutot | CAN Canadá                 | 3:40.04 | q     |
| 9    | Julian Matthews             | NZL Nova Zelândia          | 3:40.40 |       |
| 10   | Florian Carvalho            | FRA França                 | 3:41.87 |       |
| 11   | Thiago André                | BRA Brasil                 | 3:44.42 |       |
| 12   | Santino Kenyi               | SSD Sudão do Sul           | 3:45.27 |       |
| 13   | Saud Al-Zaabi               | UAE Emirados Árabes Unidos | 4:02.35 |       |
| –    | Aman Wote                   | ETH Etiópia                | DNS     |       |

#### Bateria 2
| Pos. | Atleta               | CON                               | Tempo   | Notas           |
| ---- | -------------------- | --------------------------------- | ------- | --------------- |
| 1    | Taoufik Makhloufi    | ALG Argélia                       | 3:46.82 | Q               |
| 2    | Elijah Manangoi      | KEN Quênia                        | 3:46.83 | Q               |
| 3    | Robby Andrews        | USA Estados Unidos                | 3:46.97 | Q               |
| 4    | Nathan Brannen       | CAN Canadá                        | 3:47.07 | Q               |
| 5    | Mekonnen Gebremedhin | ETH Etiópia                       | 3:47.33 | Q               |
| 6    | Brahim Kaazouzi      | MAR Marrocos                      | 3:47.39 | Q               |
| 7    | Homiyu Tesfaye       | GER Alemanha                      | 3:47.44 | q               |
| 8    | Hamish Carson        | NZL Nova Zelândia                 | 3:48.18 |                 |
| 9    | Adel Mechaal         | ESP Espanha                       | 3:48.41 |                 |
| 10   | Charlie Grice        | GBR Grã-Bretanha                  | 3:48.51 | q               |
| 11   | Paulo Amotun         | ROT Equipe Olímpica de Refugiados | 4:03.96 |                 |
| 12   | Augusto Soares       | TLS Timor-Leste                   | 4:11.35 | Recorde pessoal |
| –    | Abdi Waiss Mouhyadin | DJI Djibuti                       | DNF     |                 |
| –    | Filip Ingebrigtsen   | NOR Noruega                       | DSQ     | R163.2          |

#### Bateria 3
| Pos. | Atleta              | CON                 | Tempo   | Notas |
| ---- | ------------------- | ------------------- | ------- | ----- |
| 1    | Jakub Holuša        | CZE República Checa | 3:38.31 | Q     |
| 2    | Ronald Kwemoi       | KEN Quênia          | 3:38.33 | Q     |
| 3    | Abdalaati Iguider   | MAR Marrocos        | 3:38.40 | Q     |
| 4    | Ronald Musagala     | UGA Uganda          | 3:38.45 | Q     |
| 5    | Henrik Ingebrigtsen | NOR Noruega         | 3:38.50 | Q     |
| 6    | Nick Willis         | NZL Nova Zelândia   | 3:38.55 | Q     |
| 7    | Benson Seurei       | BRN Bahrein         | 3:38.82 | q     |
| 8    | Pieter-Jan Hannes   | BEL Bélgica         | 3:38.89 | q     |
| 9    | Ben Blankenship     | USA Estados Unidos  | 3:38.92 | q     |
| 10   | Dawit Wolde         | ETH Etiópia         | 3:39.29 | q     |
| 11   | Salim Keddar        | ALG Argélia         | 3:40.63 |       |
| 12   | Luke Mathews        | AUS Austrália       | 3:44.51 |       |
| 13   | İlham Tanui Özbilen | TUR Turquia         | 3:49.02 |       |
| 14   | Mohammed Rageh      | YEM Iêmen           | 3:58.99 |       |
| 15   | Erick Rodríguez     | NCA Nicarágua       | 4:00.30 |       |

### Semifinais
Qualificação: 5 primeiros de cada bateira (Q), mais os 3 melhores tempos (q) foram classificados a final.

#### Semifinal 1
| Pos. | Atleta              | CON                 | Tempo   | Notas |
| ---- | ------------------- | ------------------- | ------- | ----- |
| 1    | Asbel Kiprop        | KEN Quênia          | 3:39.73 | Q     |
| 2    | Taoufik Makhloufi   | ALG Argélia         | 3:39.88 | Q     |
| 3    | Nick Willis         | NZL Nova Zelândia   | 3:39.96 | Q     |
| 4    | Ben Blankenship     | USA Estados Unidos  | 3:39.99 | Q     |
| 5    | Charlie Grice       | GBR Grã-Bretanha    | 3:40.05 | Q     |
| 6    | Abdalaati Iguider   | MAR Marrocos        | 3:40.11 | q     |
| 7    | Nathan Brannen      | CAN Canadá          | 3:40.20 | q     |
| 8    | Benson Seurei       | BRN Bahrein         | 3:40.53 |       |
| 9    | Jakub Holuša        | CZE República Checa | 3:40.83 |       |
| 10   | Dawit Wolde         | ETH Etiópia         | 3:41.42 |       |
| 11   | Henrik Ingebrigtsen | NOR Noruega         | 3:42.51 |       |
| 12   | Pieter-Jan Hannes   | BEL Bélgica         | 3:43.71 |       |
| 13   | Brahim Kaazouzi     | MAR Marrocos        | 3:48.66 |       |

#### Semifinal 2
| Pos. | Atleta                      | CON                | Tempo   | Nota   |
| ---- | --------------------------- | ------------------ | ------- | ------ |
| 1    | Ronald Kwemoi               | KEN Quênia         | 3:39.42 | Q      |
| 2    | Ayanleh Souleiman           | DJI Djibuti        | 3:39.46 | Q      |
| 3    | Matthew Centrowitz          | USA Estados Unidos | 3:39.61 | Q      |
| 4    | Ryan Gregson                | AUS Austrália      | 3:40.02 | Q      |
| 5    | Ronald Musagala             | UGA Uganda         | 3:40.37 | Q      |
| 6    | Mekonnen Gebremedhin        | ETH Etiópia        | 3:40.69 |        |
| 7    | Homiyu Tesfaye              | GER Alemanha       | 3:40.76 |        |
| 8    | Charles Philibert-Thiboutot | CAN Canadá         | 3:40.79 |        |
| 9    | Fouad Elkaam                | MAR Marrocos       | 3:40.93 |        |
| 10   | Chris O'Hare                | GBR Grã-Bretanha   | 3:44.27 |        |
| 11   | David Bustos                | ESP Espanha        | 3:56.54 | q[a]   |
| –    | Robby Andrews               | USA Estados Unidos | DSQ     | R163.4 |
| –    | Elijah Manangoi             | KEN Quênia         | DNS     |        |

### Final
| Pos.              | Atleta             | CON                | Tempo   | Notas |
| ----------------- | ------------------ | ------------------ | ------- | ----- |
| Medalha de ouro   | Matthew Centrowitz | USA Estados Unidos | 3:50.00 |       |
| Medalha de prata  | Taoufik Makhloufi  | ALG Argélia        | 3:50.11 |       |
| Medalha de bronze | Nick Willis        | NZL Nova Zelândia  | 3:50.24 |       |
| 4                 | Ayanleh Souleiman  | DJI Djibuti        | 3:50.29 |       |
| 5                 | Abdalaati Iguider  | MAR Marrocos       | 3:50.58 |       |
| 6                 | Asbel Kiprop       | KEN Quênia         | 3:50.87 |       |
| 7                 | David Bustos       | ESP Espanha        | 3:51.06 |       |
| 8                 | Ben Blankenship    | USA Estados Unidos | 3:51.09 |       |
| 9                 | Ryan Gregson       | AUS Austrália      | 3:51.39 |       |
| 10                | Nathan Brannen     | CAN Canadá         | 3:51.45 |       |
| 11                | Ronald Musagala    | UGA Uganda         | 3:51.68 |       |
| 12                | Charlie Grice      | GBR Grã-Bretanha   | 3:51.73 |       |
| 13                | Ronald Kwemoi      | KEN Quênia         | 3:56.76 |       |